# 坎塔拉兰寺

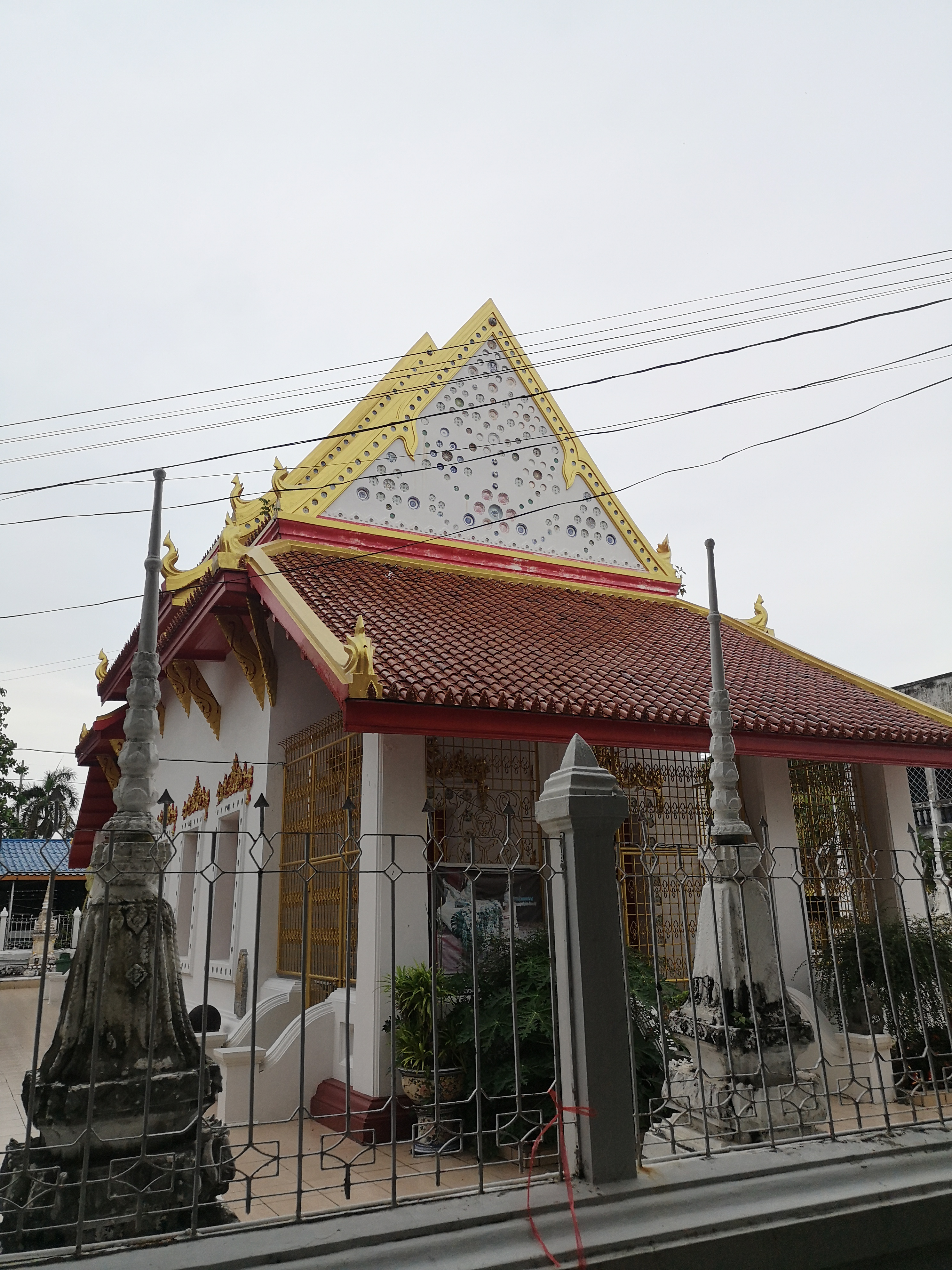
坎塔拉兰寺。

坎塔拉兰寺是一座位于泰国曼谷吞武里县噗市场的皇家寺庙。